# Ty będziesz następna
Ty będziesz następna (tytuł oryg. Sorority Row) – amerykański film fabularny (horror z podgatunku slasher) z 2009 roku w reżyserii Stewarta Hendlera. Remake filmu grozy Dom pani Slater (1983).

## Fabuła
Szóstka dziewcząt z bractwa wiedzie beztroskie, pełne imprez i zabawy życie w koledżu. Gdy jedna z nich, Megan, odkrywa, że jej chłopak dopuścił się zdrady, wszystkie postanawiają zemścić się na niewdzięczniku, pozorując przy nim śmierć Megan. Psikus przeradza się w tragedię, gdy nieświadomy niczego chłopak faktycznie zabija swoją byłą dziewczynę. Zszokowani morderstwem, wszyscy postanawiają zapomnieć o całym zajściu i żyć dalej swoim życiem. Jednak, gdy rok po ukończeniu nauki dziewczęta i bliskich, którzy znają ich sekret zaczyna prześladować tajemniczy zabójca, to okazuje się nie być wcale proste.

## Obsada
- Briana Evigan − Cassidy Tappan
- Leah Pipes − Jessica Peirson
- Rumer Willis − Ellie Morris
- Jamie Chung − Claire Wen
- Audrina Patridge − Megan Blaire
- Margo Harshman − Charlene „Łyczek” Bradley
- Julian Morris − Andy Richards
- Caroline D'Amore − Maggie Blaire
- Matt Lanter − Kyle Tyson
- Matthew O’Leary − Garrett Bradley
- Maxx Hennard − Mickey
- Carrie Fisher − pani Crenshaw
- Katie Woolridge − naiwna dziewczyna
- Justine Wachsberger − Katie
- Matthew Cannon − kujon
- Marlee Fritz − Becky Reed
- JDustin Van Simms − Pieszczoszek

## Soundtrack
1. "Tear Me Up" — Stefy Rae
2. "Get U Home" — Shwayze
3. "Ghosts" — Ladytron
4. "I Get Around" — Dragonette
5. "42 West Avenue" — Cashier No 9
6. "Get Up" — A.D.
7. "Alcoholic" — Cash Crop
8. "Break It Down" — Alana D
9. "I Lke Dem Girls" — Sizzle C
10. "This Night" — Ron Underwood
11. "Say What You Want" — The DeeKompressors
12. "Tears for Affairs" — Camera Obscura
13. "Doin' My Thing" — King Juju
14. "I'm Good, I'm Gone" — Lykke Li
15. "Emergency" — Aimee Allen